# الون غولدستاين
الون غولدستاين (بالعبرية: אלון גולדשטיין‏) هو عازف بيانو إسرائيلي، ولد في 1970.